# François Lejéas
François Antoine Lejéas (Parijs, 12 juli 1744 - Brussel, 16 april 1827) was een Franse monnik, benoemd (maar niet gewijd) tot aartsbisschop van Luik.

## Levensloop
Als zoon van de Parijzenaars Antoine Lejéas en Marie-Antoine Charpentier, trad hij in bij de cisterciënzers in Citeaux.
In 1801, na de ondertekening van het concordaat tussen het Vaticaan en Frankrijk, werd Lejéas vicaris-generaal voor het aartsbisdom Parijs. Dit was voor hem verkregen door zijn invloedrijke broer, Martin Lejéas-Charpentier, die later empiregraaf en senator werd. In 1808, na de dood van kardinaal Jean-Baptiste de Belloy, werd hij vicaris van het kapittel.
Hij werd vervolgens voorgedragen om bisschop van Autun te worden, maar kardinaal Joseph Fesch, oom van Napoleon, voerde aan dat er nog veel voormalige verdienstelijke bisschoppen op een benoeming wachtten, en Lejéas werd niet benoemd.
Op 9 februari 1809 benoemde Napoleon hem tot aartsbisschop van Luik, als opvolger van de overleden Jean-Évangéliste Zäpfel. Hij had hiervoor de steun van Hugues-Bernard Maret, naaste medewerker van Napoleon, die in 1801 getrouwd was met Marie-Madeleine Lejéas, een nicht van de prelaat.
De nieuwe bisschop maakte zijn benoeming bekend aan het kapittel van de kathedraal in Luik, die ze gunstig onthaalde. Lejéas kwam weldra in Luik aan.
Ondertussen was hij in 1808 benoemd tot empireridder, en enkele maanden later tot empirebaron. Hij was bereid om de keizer ter wille te zijn en speelde een belangrijke rol in de annulering van het huwelijk van Napoleon en Joséphine.
Hij koos des te meer de zijde van de keizer, omdat er een kink in de kabel kwam voor zijn bisschopsbenoeming. De keizer mocht weliswaar, volgens het Concordaat, de bisschoppen benoemen maar de Heilige Stoel moest de benoeming bekrachtigen. De paus ondertekende de goedkeuring, maar met toegevoegde voorwaarden die niet strookten met het Concordaat. Napoleon liet derhalve de benoemingsakte opbergen en Lejéas werd voorlopig (en weldra definitief) niet tot bisschop gewijd.
Begin 1810, na talrijke bijeenkomsten, besliste Lejéas, in zijn hoedanigheid van officiaal op het aartsbisdom van Parijs, tot de nulliteit van het keizerlijk huwelijk.
Tegen de wil van het Luikse kapittel vorderde Lejéas, vervolgens, op last van de keizer, het ambt van aartsbisschop van Luik op. Als oplossing diende de vicaris-generaal van Luik ontslag in en kon Lejéas in zijn plaats benoemd worden. Maar het kapittel behield de vicaris-generaal en benoemde Lejéas als zijn adjunct. De Franse minister van de eredienst eiste echter dat Lajéas exclusief over de handtekening zou beschikken, en zo werd aanvaard. Van 1810 tot eind 1813 bestuurde Lejéas dan ook daadwerkelijk het aartsbisdom Luik.
Zijn houding, zoals die van andere benoemde maar niet gewijde en geïnstalleerde bisschoppen, werd echter door de paus veroordeeld. Lejéas moest dan ook met een bestendige oppositie in zijn aartsbisdom rekening houden.
De militaire evolutie was dusdanig dat de geallieerde troepen in 1814 Luik innamen en het werd nu helemaal onmogelijk voor Lejéas om zijn bisschoppelijke zetel te bekomen, des temeer daar hij er niet in slaagde gewijd te worden. Hij vertrok uit Luik en vestigde zich in Brussel. In 1816 bleek duidelijk dat hij geen kans meer maakte en legde er zich bij neer. Hij bracht zijn laatste levensjaren door als vrome monnik.